# Flaga Albanii
Flaga Albanii – jeden z symboli państwowych Republiki Albanii. 28 listopada obchodzony jest w Albanii dzień flagi.

## Wygląd i symbolika
Flagą Albanii od 7 kwietnia 1992 roku jest czerwony prostokąt o proporcjach 5:7, z czarnym dwugłowym orłem pośrodku.

## Historia
Po raz pierwszy 28 lutego 1912 podobny wzór flagi przyjęto podczas kongresu we Wlorze, na którym 28 listopada 1912 roku proklamowano niepodległość Albanii. Za panowania króla Zoga I (1928-1939) nad orłem znajdował się „hełm Skanderbega”, a w czasach władzy komunistycznej (1946-1992) – złoto obramowana czerwona gwiazda. W latach 1939–1943, kiedy Albania pozostawała faktycznie pod włoską okupacją, po obu stronach czarnego dwugłowego orła umieszczone były symbole faszystowskie – wiązki rózg (fasces) spięte u dołu szarfą.
Tradycja tej flagi wywodzi się z czasów Jerzego Kastrioty, zwanego Skanderbegiem, narodowego bohatera Albanii, wysokiego oficera armii tureckiej, który w ciągu jednej nocy zapoczątkował walkę swojego narodu o niepodległość. Ród Kastriotów używał jako herbu właśnie bizantyjskiego dwugłowego orła. Na pamiątkę tego, że Skanderbeg walczył z Turkami przez 25 lat i stoczył z nimi 25 bitew, orzeł ma 25 piór.
3 listopada 1443 roku, podczas bitwy Turków z Węgrami pod Niszem, Skanderbeg opuścił wojska tureckie wraz ze swoim trzystuosobowym oddziałem i przedostał się do Albanii. 27 listopada 1443 roku zajął twierdzę Kruja. Nad białymi murami Krui załopotał czerwony sztandar Kastriotów z czarnym dwugłowym orłem. Następnego dnia Skanderbeg proklamował niezależność księstwa albańskiego, wypowiadając słowa „Nie przyniosłem wam wolności. Znalazłem ją pośród was”.

Flaga Albanii 1914–1920
Flaga Albanii 1920–1926
Flaga Albanii 1926–1928
Flaga Albanii z czasów królestwa 1928–1939
Flaga Albanii z czasów włoskiej okupacji 1939–1943
Wersja flagi z czasów okupacji z ukoronowanym herbem
Flaga Albanii 1944–1946
Flaga Albanii w latach 1946–1992